# Julia (madre de Marco Antonio)

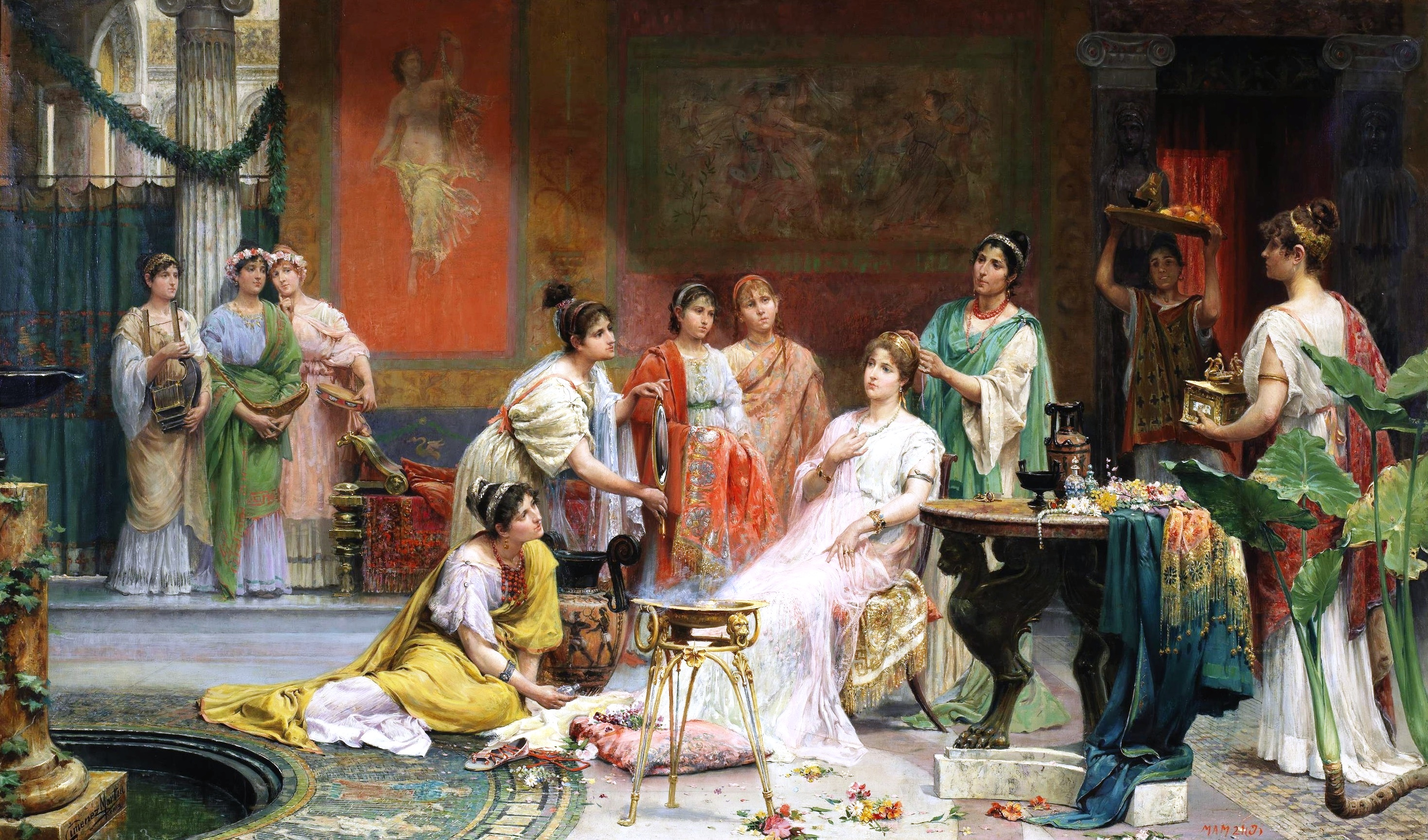
Tocador de una matrona romana, Juan Giménez Martín.

Julia  fue una dama romana del siglo I a. C. conocida por ser la madre del triunviro Marco Antonio.

## Familia
Julia era miembro de la gens Julia. Era hija de Lucio Julio César, cónsul en el año 90 a. C., y de Fulvia, hija de Marco Fulvio Flaco, cónsul en el año 125 a. C. Casó primero con Marco Antonio Crético y después, tras quedar viuda, con Publio Cornelio Léntulo Sura, cónsul en el año 71 a. C. Con su primer marido fue madre de Marco Antonio, triunviro y rival de Augusto, Lucio y Cayo Antonio y Antonia, esposa de Publio Vatinio. A través de su hijo mayor fue antepasada de los emperadores Calígula, Claudio y Nerón de los reyes clientes del Ponto y del último Rey de Mauritania Ptolomeo de Mauritania 

## Guerras civiles
Mientras su hijo mayor estaba sitiando a Décimo Bruto en Mutina, utilizó su influencia junto con la de sus familiares en Roma para evitar que fuese declarado por el Senado fuera de la ley. Acogió a su hermano Lucio Julio César, cónsul en el año 64 a. C., en su casa cuando fue proscrito por los triunviros  e intercedió por muchas mujeres ricas y de noble cuna que habían quedado expuestas a las proscripciones.
Aunque Augusto la había tratado con cortesía, durante la guerra de Perusia huyó de la ciudad a Sicilia, desde donde Sexto Pompeyo la envió con una distinguida escolta de trirremes a Grecia para que se uniese con Marco Antonio. En Atenas, promovió la reconciliación entre los triunviros y regresó con su hijo a Italia en el año 39 a. C. Probablemente estuvo presente en el encuentro de Misenum entre los triunviros y Sexto Pompeyo.